# Oscylacja arktyczna
Oscylacja Arktyczna (ang. Arctic Oscillation; AO)  to zjawisko pogodowe wokół bieguna północnego na północ od 55. równoleżnika szerokości geograficznej północnej. Jest to ważny tryb zmienności klimatycznej dla półkuli północnej. Analogiczna oscylacja na półkuli południowej to oscylacja antarktyczna. Indeks Oscylacji Arktycznej jest definiowany przy użyciu dziennych lub miesięcznych anomalii wysokości geopotencjalnej na poziomie 1000 hPa w szerokościach geograficznych od 20°N do 90°N. Anomalie są rzutowane na pierwszą empiryczna funkcję ortogonalną  miesięcznej średniej wysokości geopotencjału na poziomie 1000 hPa w okresie 1979-2000. Następnie wynikający z tego rzutowania szereg czasowy jest normalizowany według odchylenia standardowego miesięcznego indeksu.